# Aljašský klee kai
Aljašský klee kai (anglicky: Alaskan klee kai) je severské plemeno psa. Jméno Klee kai pochází z jazyka Inuitů, kde znamená malý pes.

## Historie

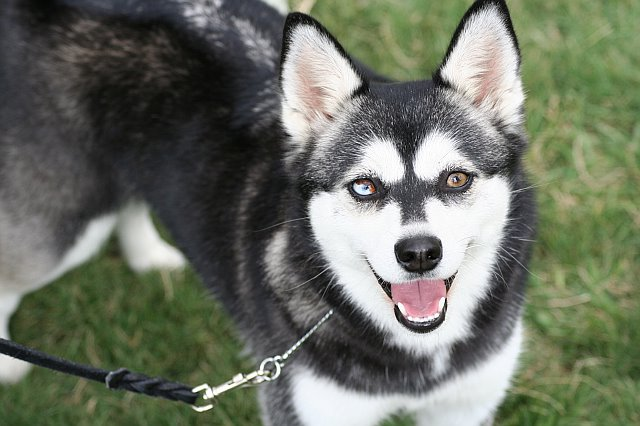
Černo-bílý jedinec trpící heterochromií

Toto plemeno bylo vyšlechtěno ve Wasillee (Aljaška), v polovině 70. let 20. století. Linda Spurlinová a její rodina byli inspirovaní náhodně zkříženým aljašským huskym s malým psem. Toto plemeno bylo vyšlechtěno právě ze sibiřského huskyho, aljašského huskyho, šiperky a amerického eskymáckého psa tak, aby se zmenšila velikost psů a zároveň se snažit vyhýbat nanismu. Původní název byl pouze Klee kai. V roce 1995 se název změnil na Aljašský Klee Kai. UKC (United Kennel Club) toto plemeno uznal a registrovaný chov začal od 1. ledna 1997.

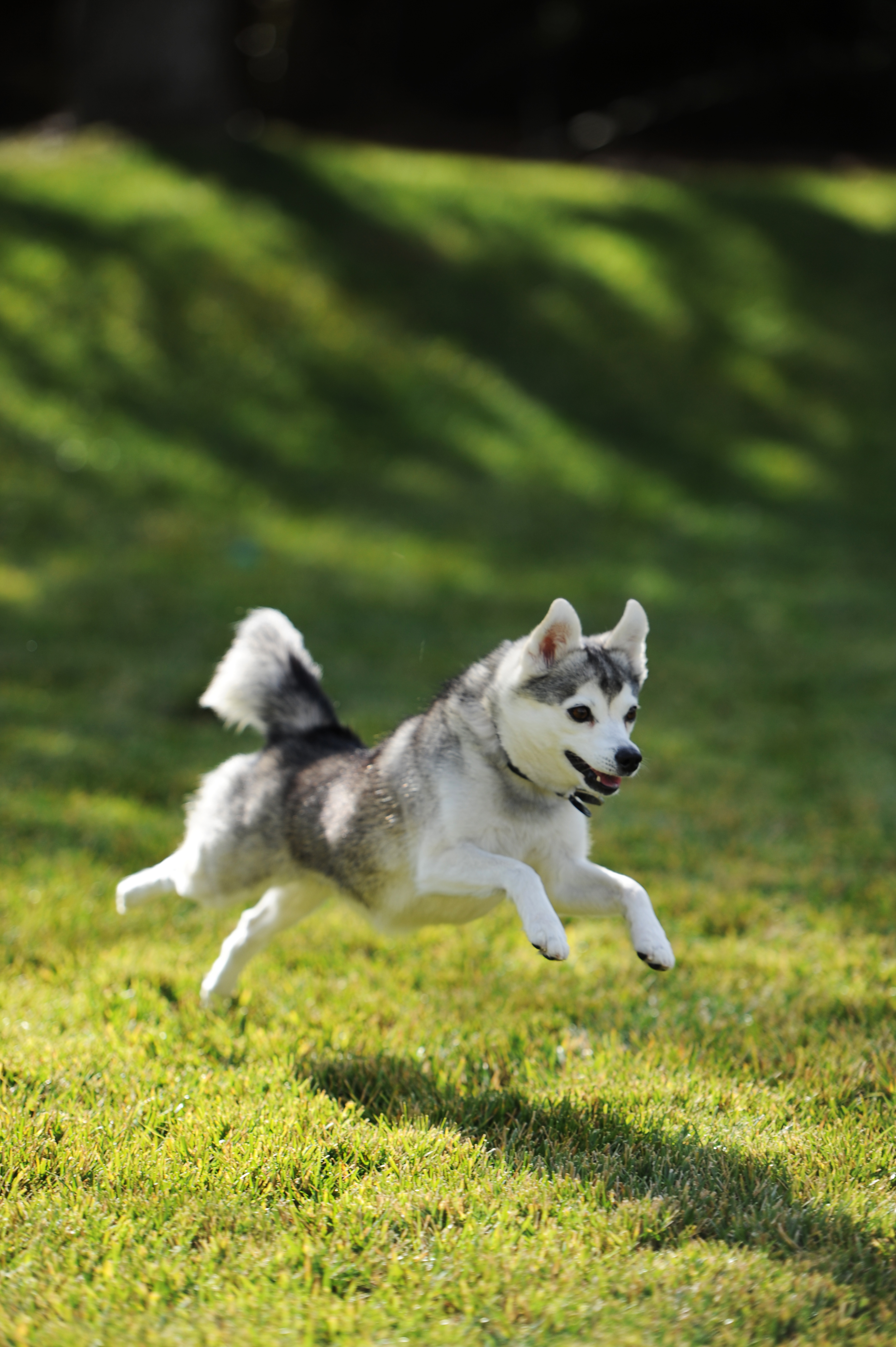
Šedo-bílý aljašský klee kai typu toy

Co se týče chovu v Česku, pak se zde toto plemeno nevyskytuje, to samé se dá říct i o zbytku Evropy, kde je aljašský klee kai také velkou vzácností.

## Vzhled
Aljašský klee kai se vyskytuje ve třech rázech: toy, miniaturní a standardní. Rozdíly mezi těmito rázy jsou pouze ve výšce a hmotnosti, ani ty ale nejsou příliš velké. Toto psí plemeno je spíše malé, ale s dobře osvaleným tělem. Srst, která pokrývá celé tělo, je velmi hustá, středně dlouhá, na dotek jemná a s podsadou. Uznávaná jsou tři základní zbarvení: černé s bílou, šedé s bílou a červené s bílou. Vyskytují se i čistě bílí jedinci, ti jsou ale vyřazováni z chovu. Hmotnost aljašského klee kaie se obecně pohybuje mezi 4,5 až 9 kg. Výška v kohoutku je 25 až 33 cm. Chybou je výška přes 43 cm.
Hlava je jemných rysů, hustě porostlá srstí, která je ale na obličejové partii kratší. Poměr mozkovny ku čumáku je 1:1. Na obličeji je vždy bílá maska. Uši jsou velké, trojúhelníkového tvaru, vždy natočené vpřed a s viditelnou růžovou a tenkou kůži uvnitř. Oči jsou velké, mírně vypoulené a kulaté. Běžně se vyskytují oříškové či světle modré, u některých jedinců se ale projevuje heterochromie. Krk je krátký, s límcem, který tvoří srst. Hřbet je až dlouhý, široký, dobře osvalený a rovný. Ocas se harmonicky napojuje na hřbetní linii. Je hodně úzký a slabý, ale hustá srst vytváří iluzi. Pes jej nosí stočený. Nohy jsou přiměřeně dlouhé, štíhlé a dobře osvalené.

## Povaha
Povahově je aljašský klee kai hravý, inteligentní, aktivní a bystrý pes, který sice neimponuje velikostí, ale má velké srdce. Vůči své rodině je velmi oddaný a vždy věrný, odloučení nese špatně. Je to inteligentní pes, který si ale udržuje důstojnost, proto může někdy při výcviku projevovat tvrdohlavost. Není příliš dominantní. Přestože neimponuje velikostí, v nutnosti je schopný svoji rodinu i majetek bránit do krve. S jinými psy se snese, ale kontakt s nimi úmyslně nevyhledává. Nemá příliš vyvinutý lovecký pud, ale nenechá si ujít možnost pronásledovat rychle se pohybující předměty. Je tichý, málokdy štěká.

## Nároky
Aljašský klee kai je vhodný i k celoročnímu chovu venku (v případě zateplené boudy), zvykne si ale i na život v bytě, kde má kontakt s rodinou. Spíše než na vesnici je vhodný do města. Co se pohybu týče, pak si tento pes přivykne na životní styl majitele, zvykne si na dlouhé procházky i několik krátkých za den. Srst není na péči náročná, ale líná 2x ročně. V tomto období je nutné věnovat jí zvýšenou pozornost v podobě častého vyčesávání.
Co se týče zdraví, pak je aljašský klee kai poměrně zdravé plemeno. Nejčastějším problémem, který se u něj vyskytuje, je problém se štítnou žlázou.